# Mohave (etnia)

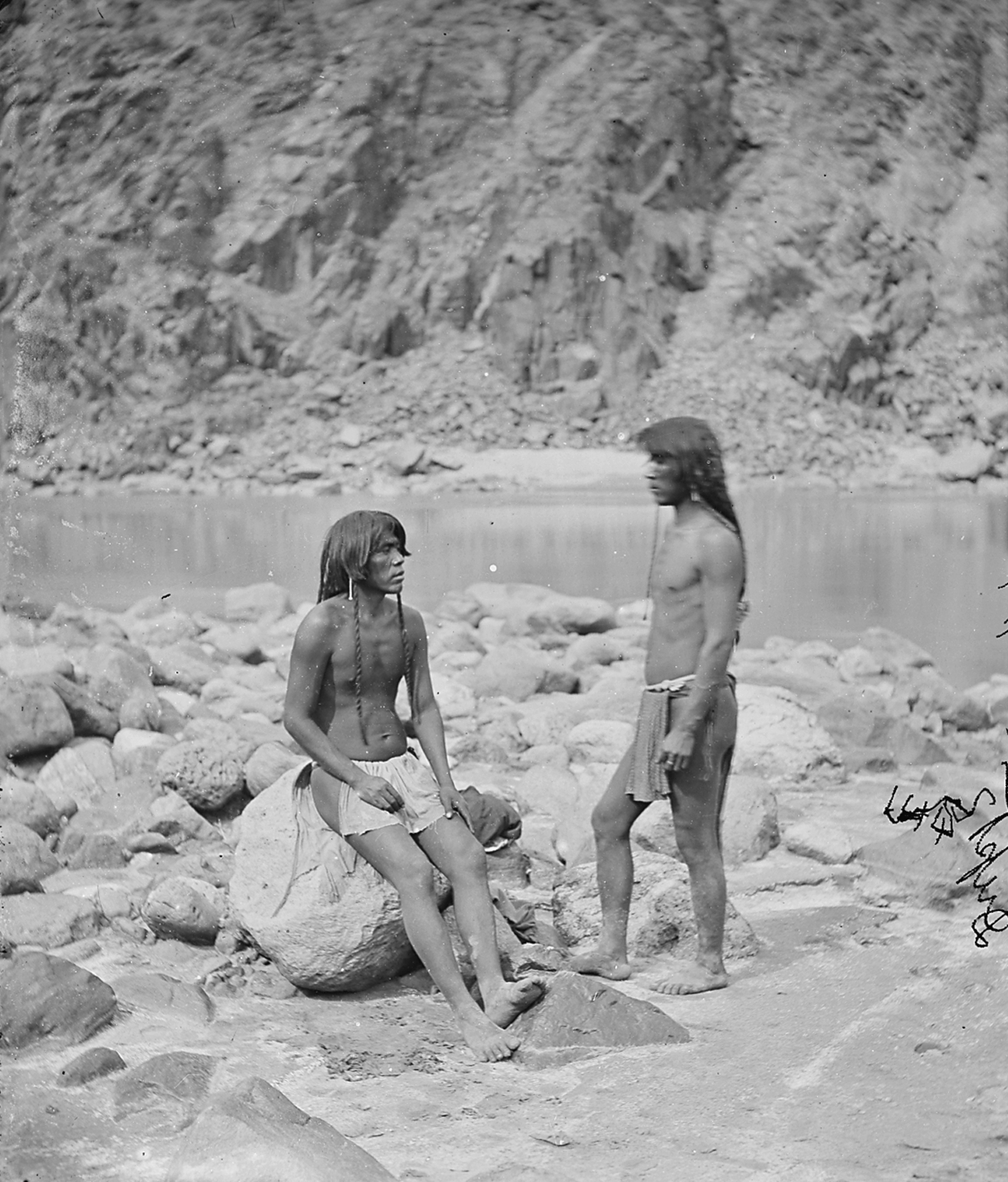
Homens Mohave com vestimentas indígenas, oeste do Arizona. Timothy H. O'Sullivan, 1871

Mohave é uma tribo nativa norte-americana que se intitulava como os Aha macave, que significa 'pessoas que vivem ao longo do rio'.
Atualmente, muitos descendentes vivos dessas velhas famílias vivem perto ou dentro das reservas localizadas no Rio Colorado. A Reserva Indiana dos Mohave  inclui partes da Califórnia, Arizona e Nevada. A Reserva Indiana do Rio Colorado possui partes da Califórnia e Arizona e é dividida por membros das tribos Chemehuevi, Hopi e Navajo.
As reservas do Rio Colorado e dos Mohave foram fundadas em 1865 e 1870, respectivamente. As quatro tribos dividem as reservas como se fossem uma unidade política, mas cada uma possui suas características individuais, tradições, religiões e culturas.

## Cultura
Na década de 1930, George Devereux, um antropólogo húngaro-francês, fez trabalho de campo e viveu entre os Mohave por um longo período de estudo. Ele publicou extensivamente sobre sua cultura e incorporou o pensamento psicanalítico em sua interpretação de sua cultura.

### Idioma
A língua Mojave pertence ao ramo do rio Yuman da família linguística Yuman. Em 1994, aproximadamente 75 pessoas no total nas reservas do rio Colorado e Fort Mojave falavam a língua, de acordo com a linguista Leanne Hinton. A tribo publicou materiais linguísticos e há novos esforços para ensinar o idioma a seus filhos.

### Religião
O criador de Mohave é Matevilya, que deu ao povo seus nomes e seus mandamentos. Seu filho é Mastamho, que lhes deu o rio e os ensinou a plantar. Historicamente, esta era uma cultura agrária; eles plantaram na fértil planície de inundação do rio indomado, seguindo os costumes milenares da caverna Aha. Eles tradicionalmente usam a planta indígena Datura como um alucinógeno delirante em um sacramento religioso. Um Mohave que está atingindo a maioridade deve consumir a planta em um rito de passagem, a fim de entrar em um novo estado de consciência.  

## História
Grande parte da história inicial do Mojave permanece não registrada por escrito, uma vez que a língua Mojave não foi escrita nos tempos pré-coloniais. Eles dependiam da comunicação oral para transmitir sua história e cultura de uma geração para a outra. Doenças, culturas externas e invasão de seu território interromperam sua organização social. Juntamente com a necessidade de se adaptar a uma cultura majoritária de outro idioma, isso resultou na interrupção da transmissão de suas histórias e canções em Mojave para as gerações seguintes.
O nome tribal foi escrito em transliteração espanhola e inglesa em mais de 50 variações, como Hamock avi, Amacava, A-mac-ha ves, A-moc-ha-ve, Jamajabs e Hamakhav. Isso levou a interpretações errôneas do nome tribal, também parcialmente atribuídas a um erro de tradução no Manual dos Índios Americanos do Norte do México (1917) de Frederick W. Hodge de 1917. Isso definiu incorretamente o nome Mohave como sendo derivado de hamock, (três) e avi, (montanha). Segundo esta fonte, o nome refere-se aos picos das montanhas conhecidas como The Needles em inglês, localizadas perto do rio Colorado. (A cidade de Needles, Califórnia, está localizada a alguns quilômetros ao norte daqui). Mas, os Mojave chamam esses picos de Huukyámpve que significa "onde a batalha ocorreu", referindo-se à batalha em que o filho divino, Mastamho, matou a serpente marinha.

### Terras ancestrais
Os Mojave mantinham terras ao longo do rio que se estendiam do Desfiladeiro Negro, onde os altos pilares da Primeira Casa de Mutavilya se erguiam acima do rio, passando por Avi kwame ou Montanha Espiritual, o centro das coisas espirituais, até o Vale Quechan, onde as terras de outras tribos começavam. Em relação aos marcos contemporâneos, suas terras começavam no norte na Represa Hoover e terminavam cerca de cem milhas abaixo da Represa Parker no rio Colorado, ou aha kwahwat em Mojave. O incidente mais famoso no século 19 foi a adoção de Olive Oatman depois que sua família foi massacrada por outra tribo, tudo antes de viverem na reserva.

### Séculos 19 a 20
Em meados de abril de 1859, as tropas dos Estados Unidos, lideradas pelo tenente-coronel William Hoffman, na Expedição do Colorado, subiram o rio para o país de Mojave com o objetivo bem divulgado de estabelecer um posto militar. A essa altura, imigrantes e colonos brancos começaram a invadir as terras do Mojave e o posto tinha como objetivo proteger os emigrantes europeus-americanos do leste-oeste do ataque do Mojave. Hoffman enviou mensageiros entre as tribos, alertando que o posto seria conquistado à força se eles ou seus aliados optassem por resistir. Durante este período, vários membros do Partido Rose-Baley foram massacrados pelo Mojave. Os guerreiros de Mojave se retiraram quando a armada de Hoffman se aproximou e o exército, sem conflito, ocupou terras perto do futuro Forte Mojave. Hoffman ordenou que os homens de Mojave se reunissem em 23 de abril de 1859 na paliçada armada adjacente ao seu quartel-general, para ouvir os termos de paz de Hoffman. Hoffman deu-lhes a escolha de submissão ou extermínio e o Mojave escolheu a submissão. Naquela época, a população de Mojave era estimada em cerca de 4 000, que compunha 22 clãs identificados por totens.
De acordo com a lei americana, os Mohave deveriam viver na Reserva do Rio Colorado após seu estabelecimento em 1865. No entanto, muitos se recusaram a deixar suas casas ancestrais no Vale do Mojave. Nessa época, sob a jurisdição do Departamento de Guerra, as autoridades se recusaram a tentar forçá-los a entrar na reserva e os Mojave na área eram relativamente livres para seguir seus caminhos tribais. Em meados do verão de 1890, após o fim das Guerras Indígenas, o Departamento de Guerra retirou suas tropas e o posto foi transferido para o Escritório de Assuntos Indígenas do Departamento do Interior.
A partir de agosto de 1890, o Escritório de Assuntos Indígenas iniciou um programa intensivo de assimilação, onde Mohave e outras crianças nativas que viviam em reservas foram forçadas a internatos nos quais aprenderam a falar, escrever e ler inglês. Esse programa de assimilação, que era a política federal, baseava-se na crença de que essa era a única maneira de os povos nativos sobreviverem. Fort Mojave foi convertido em um internato para crianças locais e outros índios "sem reserva". Até 1931, quarenta e um anos depois, todos os meninos e meninas de Fort Mojave entre seis e dezoito anos eram obrigados a morar nesta escola ou a frequentar um internato indiano avançado longe de Fort Mojave.
A assimilação ajudou a quebrar a cultura tribal e os governos. Além do inglês, as escolas ensinavam a cultura e os costumes americanos e insistiam que as crianças os seguissem; os alunos eram obrigados a adotar penteados europeus-americanos (que incluíam corte de cabelo), roupas, hábitos de alimentação, sono, higiene pessoal, maneiras, indústria e idioma. O uso de sua própria língua ou costumes era uma ofensa punível; em Fort Mojave, cinco chicotadas foram emitidas pela primeira ofensa. Tal castigo corporal de crianças escandalizou o Mojave, que não disciplinou seus filhos dessa maneira.

Como parte da assimilação, os administradores atribuíram nomes em inglês às crianças e se registraram como membros de uma das duas tribos, a Tribo Mojave na Reserva do Rio Colorado e a Tribo Indígena Fort Mojave na Reserva Indígena Fort Mojave. Essas divisões não refletiam o clã tradicional Mojave e o sistema de parentesco. No final da década de 1960, trinta anos após o fim do programa de assimilação, 18 dos 22 clãs tradicionais haviam sobrevivido.

## Ligações Externas
- Colorado River Indian Tribes Public Library/Archive
- History of the Mohave from a National Park site

### Para escutar
- NPR audio documentary about Creation Songs of the Mohave people